# Elvira - et Svin efter Døden
|  | Denne artikel er oprettet af botten PalnaBot ud fra en ekstern database. Den kan derfor have sproglige fejl eller mangler. Denne skabelon kan fjernes efter kontrol af indholdet. |

Elvira - et Svin efter Døden er en dokumentarfilm fra 1945 instrueret af Theodor Christensen efter eget manuskript.

## Handling
Filmen består af to dele, idet den første del (10 min.) handler om svinet, mens det lever, og den anden (20-25 min.) om det, der foregår efter slagtningen. Det hedder om anden del: "Elviras Død er en Film om Svinets Biprodukter. Den prægtige Gris Elvira opsøger efter Døden alle de Steder, hvor hendes Legeme anvendes - undtagen netop den spiselige Del! Hun konstaterer sine Kirtlers og Organers Betydning for Menneskenes Sundhed samt en Mængde andre Anvendelser".